# Steve Krulevitz
Steve Krulevitz (en hebreo: סטיב קרולביץ‎; Baltimore, Maryland; 30 de mayo de 1951) es un tenista profesional estadounidense nacionalizado israelí, retirado de la actividad. Su mayor ubicación del ranking en sencillos fue el #42. Compitió en el circuito profesional de tenis por aproximadamente diez años.

## Carrera profesional
Krulevitz se mantuvo en el top 100 del mundo por nueve años consecutivos. Participó en 9 torneos de Wimbledon, 13 abiertos de Estados Unidos, 8 torneos de Roland Garros y 2 abiertos de Australia. También jugó la Copa Davis para Israel entre 1978 y 1980. Sus títulos en sencillos incluyen Sarasota (1979) y Chichester (1981). Sus títulos en categoría dobles incluyen Stowe (con Cahill) en 1979 y Bruselas (con Stevaux) en 1980. Avanzó a la tercera ronda en Wimbledon y en Roland Garros en 1976 y a la tercera ronda del Abierto de Australia en 1979. En 1981 Krulevitz ganó el abierto de Chichester. En 1982 perdió la final del torneo de Tampere, Finlandia.